# Paweł Nantka-Namirski

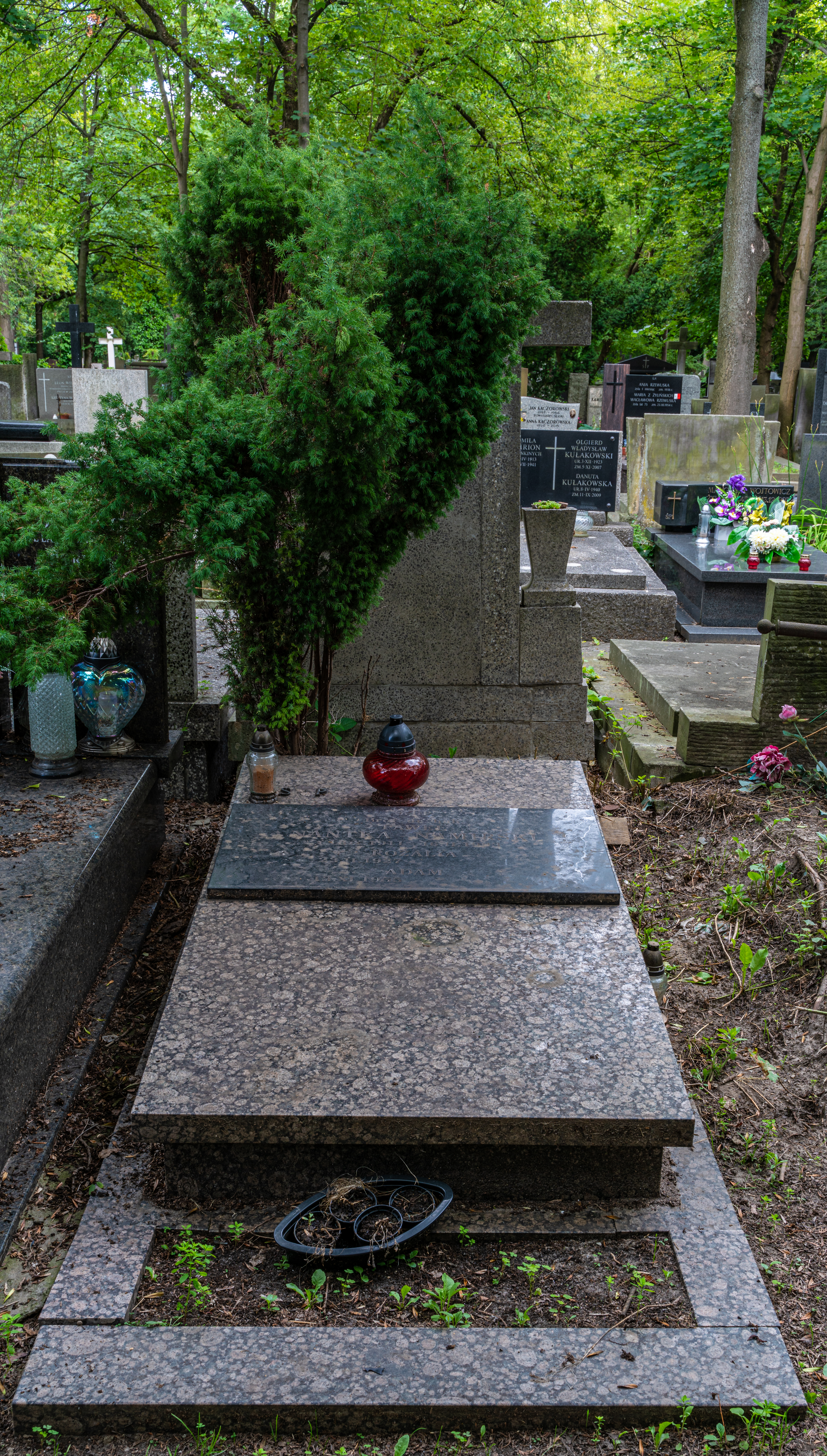
Grób Pawła Nantka-Namirskiego na cmentarzu Powązkowskim

Paweł Leopold Nantka-Namirski (ur. 13 października 1911 w Gierałtowicach, zm. 16 lutego 1993 w Warszawie) – polski chemik i działacz społeczny, starosta powiatowy w Bytomiu (od 1945), poseł na Sejm Ustawodawczy (1947–1952). 

## Życiorys
W latach 30. studiował chemię i nauki pomocnicze (fizykę, matematykę, mineralogię i botanikę) na Uniwersytetach w Bonn, Monachium i we Wrocławiu. W 1939 obronił pracę doktorską pod kierunkiem prof. Koenigsa "O nowych skondensowanych układach heterocyklicznych". W czasie studiów działał w Związku Akademików Polaków w Niemczech. W okresie wzrostu terroru wobec mniejszości polskiej na wiosnę 1939 wyjechał do Polski, gdzie ukrywał się również w czasie II wojny światowej. Na początku 1944 wstąpił do PPS. Po wkroczeniu Armii Czerwonej do Górnego Śląska objął obowiązki starosty powiatowego w Bytomiu, a od 1946 wicewojewody śląskiego (ustąpił w 1949). W wyborach w styczniu 1947 uzyskał mandat poselski w okręgu Gliwice. Od 1948 roku należał do PZPR.
W 1949 został dyrektorem Zakładów Chemicznych "Busko" w Budowie – kierował pracami poszukiwawczymi minerałów siarkowych. Miał udział w powstaniu w 1950 fabryki kwasu siarkowego w Wizowie. Od 1954 do 1960 pełnił obowiązki dyrektora Instytutu Farmaceutycznego, później był wicedyrektorem ds. naukowych (do 1967). Analogiczną funkcję pełnił w Instytucie Chemii Organicznej PAN w latach 70. Kierował również Zakładem Syntezy i Pracownią Związków Heterocyklicznych Instytutu. 
W 1961 uzyskał habilitację na Akademii Medycznej w Warszawie za badania poświęcone syntezie azakarbazoli o potencjanlnym działaniu biologicznym. W 1966 Rada Państwa nadała mu stopień profesora nadzwyczajnego, a w 1972 – zwyczajnego. W 1980 uzyskał doktorat honoris causa Uniwersytetu Wrocławskiego. 
Od 1962 zasiadał w Komisji Leków przy Ministerstwie Zdrowia i Opieki Społecznej. oraz Komisji "Farmakopea Polska IV, V". Był członkiem Zespołu Koordynacyjnego Rządowego Programu Badawczo-Rozwojowego "Zwalczania Chorob Nowotworowych". W 1967 znalazł się w Komitecie Redakcyjnym pisma "Materia Medica Polona – The Polish Journal of Medicine and Pharmacy". Miał na swym koncie 120 publikacji i 70 patentów. Był promotorem 20 prac doktorskich. Pochowany na cmentarzu Powązkowskim (kwatera 126-4-20).

## Odznaczenia
- Krzyż Komandorskim i Kawalerski Orderu Odrodzenia Polski
- Order Sztandaru Pracy I klasy
- Śląski Krzyż Powstańczy
- Srebrny i Brązowy Medal „Za zasługi dla obronności kraju[1]
- Medal Rodła
- Medal 10-lecia Polski Ludowej (1955)[3]